# Asiagomphus yayeyamensis
Asiagomphus yayeyamensis е вид водно конче от семейство Gomphidae. Видът е застрашен от изчезване.

## Разпространение
Разпространен е в Япония.